# Samodzielny Korpus Azerski
Samodzielny Korpus Azerski (ros. Отдельный Азербайджанский корпус) – związek taktyczny Sił Zbrojnych Demokratycznej Republiki Azerbejdżanu w I połowie 1918 r.
W połowie grudnia 1917 r. decyzją Specjalnego Komitetu Zakaukaskiego miał zostać sformowany w Tyflisie – oprócz Korpusów Gruzińskiego, Armeńskiego i Rosyjskiego – Korpus Muzułmański (Azerski). Miały one zastąpić na froncie kaukaskim dotychczasowe oddziały carskiej armii. Pierwsze działania w kierunku utworzenia zaczątków korpusu podjęto już na początku 1918 r., ale przybyły do Baku 24 lutego tego roku sztab 1 Muzułmańskiej Dywizji Piechoty pod dowództwem gen. Mir Kazim-beka Tałyszinskiego został w całości aresztowany przez miejscowych bolszewików. W tej sytuacji w poł. marca nowy sztab 1 Muzułmańskiej Dywizji Piechoty został umiejscowiony w mieście Şamaxı. W innych miejscowościach Azerbejdżanu, wolnych od bolszewików, jak Gandża, Quba, Nachiczewan, Agdam, czy Lenkoran, rozpoczęło się formowanie pozostałych oddziałów korpusu. Jednym z największych problemów był brak oficerów pochodzenia azerskiego, stąd ponad 60% korpusu oficerskiego stanowili Rosjanie. Były też duże problemy z poborem do tworzonych oddziałów, a także z uzbrojeniem i wyposażeniem wojskowym. Na przełomie kwietnia i maja 1918 r. nastąpiło sformowanie korpusu, na czele którego stanął gen. Ali-Aga Ismaił-Aga ogły Szichlinski. Funkcję szefa sztabu objął gen. Jewgienij A. Mienczukow. Na papierze w jego skład wchodziły 1 i 2 Muzułmańskie Dywizje Piechoty, Samodzielna Brygada Kawalerii, 1 i 2 Brygady Artylerii, Konno-Górska Bateria Artylerii, batalion saperów i 2 parki artyleryjskie. Jednakże faktycznie został sformowany jedynie sztab korpusu i sztaby obu dywizji piechoty z pewną liczbą żołnierzy tych jednostek. Dowódcą 1 Dywizji Piechoty został mianowany gen. A. I. Szichlinski (choć przebywał w areszcie w Baku), zaś 2 Dywizji Piechoty gen. Ibrahim Musa ogły Usubow. Jedyną w pełni ukompletowaną jednostką wojskową z doświadczeniem bojowym był Tatarski Pułk Konny, walczący podczas I wojny światowej w składzie Kaukaskiej Krajowej Dywizji Konnej (tzw. Dzikiej Dywizji).
Po proklamowaniu Demokratycznej Republiki Azerbejdżanu 28 maja tego roku, korpus wszedł w skład nowo formowanych azerskich sił zbrojnych. 4 czerwca została podpisana umowa o przyjaźni i współpracy pomiędzy Azerbejdżanem i Turcją, która przewidywała m.in. turecką pomoc wojskową dla Azerów. 26 czerwca decyzją Rady Ministrów Demokratycznej Republiki Azerbejdżanu Korpus Muzułmański został przemianowany na Samodzielny Korpus Azerski. Na początku lipca został on rozwiązany, a jego oddziały weszły w skład tworzonej w Gandżi przez Turków Kaukaskiej Armii Islamu.